# Guardiões da Galáxia
Guardiões da Galáxia (no original Guardians of the Galaxy) é um nome compartilhado por duas equipes publicadas nas histórias em quadrinhos americanas pela editora Marvel Comics. Ambas as versões atuam principalmente dentro do espaço sideral na proteção de planetas e galáxias contra ataques e guerras alienígenas. Os Guardiões originais apareceram pela primeira vez na revista "Marvel Super-Heroes" #18 (Janeiro de 1969) com o objetivo de deter a invasão dos Badoon a Terra.  Já a segunda e atual formação dos Guardiões apareceram na revista "Guardiões da Galáxia" (Vol. 2) #1 (Maio de 2008)  quando o Senhor das Estrelas decidiu unir alguns heróis na intenção de deter a invasão de Phalanx ao planeta Hala, terra natal dos Kree.

## Histórico da publicação
O grupo de 1969 foi escrito por Arnold Drake e desenhado por Gene Colan. Eles apareceram esporadicamente em vários títulos de Marvel, como em Marvel Two-In-One # 4-5 (julho-setembro de 1974) e em Giant-Size Defenders #5 e além de Defenders #26-29 (julho-novembro de 1975).  Nessas histórias, outros heróis como o Capitão América, o Coisa e os Defensores os ajudaram na guerra contra os alienígenas Badoon.
Os Guardiões apareceriam logo depois em Marvel Presents #3-12 (de fevereiro de 1976 a agosto de 1977). Isto foi seguido por uma série de aparições nas revistas em Thor Annual #6 em 1977, The Avengers #167-177 (janeiro-novembro de 1978) e #181 (março de 1979), em Marvel Team-Up #86 (outubro de 1979) e Marvel Two-in-One #69 (novembro de 1980).
No início de 1990, os Guardiões tiveram uma série solo que durou 62 números. Esta série foi inicialmente escrita e ilustrada por Jim Valentino. Na edição 29 (outubro de 1992), Michael Gallagher começou a escrever o título e continuou até seu cancelamento no número 62 (julho de 1995). Uma minissérie spin-off de quatro números, chamada Galactic Guardians (julho-outubro de 1994), deu continuidade a suas aventuras.
Uma nova série em andamento com os Guardiões originais, intitulada Guardians 3000 e escrita pela Abnett, foi lançada em 2014.

## História
Formação original
Os Guardiões originais são do século XXXI em uma linha de tempo alternativa do Universo Marvel ("Terra-691"). Os membros originais da equipe incluíam o Major Vance Astro, um astronauta do século XX da Terra que passou mil anos viajando pela Alpha Centauri sob animação suspensa. Ele também é o futuro Vance Astrovik, que em uma realidade alternativa, é o super-herói conhecido como Justiça.
Outros membros da equipe original são Martinex T'Naga, um cristalino de Plutão, Capitão Charlie-27, um soldado de Júpiter e Yondu Udonta, um ser de pele azul de Centauro-IV (o quarto planeta orbitando a estrela Alpha Centauro B). Cada um é aparentemente, o último de sua espécie e eles são forçados a se unir contra as ações dos Badoon, uma raça de répteis alienígenas deliberantes da Via Láctea que tentavam conquistar o Sistema Solar da Terra.
Durante os eventos da guerra contra os Badoon, a equipe recrutou mais dois membros: Starhawk e Nikki. Eles viajam de volta no tempo, onde encontram vários dos heróis do século XX, incluindo o Capitão América e o Coisa.
Os Guardiões, eventualmente, derrotaram os Badoon, mas logo se viram diante de um novo inimigo chamado Korvac, que era na verdade uma criação dos Badoon. Após a parceria com o Deus do Trovão Thor, eles quase derrotaram Korvac no século XXXI, mas ele conseguiu fugir. Os Guardiões seguiram Korvac até o século XX na Terra, onde juntamente com os Vingadores, eles se enfrentam numa batalha final, onde derrotam Korvac de uma vez por todas.
Os Guardiões se reuniram novamente anos mais tarde quando tiveram uma série de outras aventuras e eventualmente, outros Guardiões se juntaram como o Inumano Talon, Replica O Skrull, e a outra versão do Yellowjacket, Rita DeMara.
Querendo expandir os Guardiões para uma organização de equipe múltipla, Martinex deixou a equipe para procurar membros para uma segunda equipe, apelidando-os de Guardiões Galáticos.

Na segunda missão, a equipe que mais tarde se tornou a encarnação do Universo Marvel tradicional ou Terra-616, os Guardiões descobriram pela primeira vez um dos seus membros que foi deslocado no tempo, chamado Vance Astro, sendo congelado em um bloco de gelo flutuando no espaço. Este fato é considerado como a estréia e a "Grande Vitória dos Guardiões da Galáxia", e isso ajudou a inspirar a equipe a assumir o nome. Nos números 7 a 16 da nova série, um grande "erro" foi revelado até hoje, causou que o futuro alternativo seja ou tenha sido destruído por Star Hawk, porque não estava constantemente tentando evitar a realização de tais deslocamentos temporais, fazendo com que o futuro (e o dos Guardiões) seja alterado. Somente Starhawk, cuja história não foi modificada com cada reinício, conhecia algo diferente dos outros membros, mas com cada mudança no tempo, ainda poderia terminar em um cataclismo. Na edição 17, os futuros Guardiões, mostraram como viveram em um universo no qual apenas uma pequena fração do universo permaneceria sem ser destruída, e isso tinha sido dominado pelos Badoons. Um aviso foi enviado ao presente, embora ao custo do universo fosse destruído.
O atual Vance Astro dos Guardiões revelou que foi a grande vitória de um desses futuros alterados, em vez da linha de tempo original. Um segundo potencial Vance Astro apareceria na edição 17. Na edição 18, uma terceira versão do futuro dos Guardiões apareceria, desta vez comandada pela luta de Killraven contra os marcianos.
Nova Formação
Após a invasão de Phalanx ao planeta dos Kree, o Senhor das Estrelas decidiu formar uma equipe de super-heróis interestelares para proteger a galáxia, em vez de reagir a crises como acontecia anteriormente. Para isso, ele recrutou Adam Warlock, Drax o Destruidor, Gamora, Phyla-Vell, Rocket Raccoon e mais tarde por influência de Rocket, Groot. Por recomendação do Nova, o grupo estabelece uma base de operações na estação espacial Knowhere, que possui um sistema de teletransporte com alcance universal. Um cão inteligente, telepata chamado Cosmo é o chefe de segurança de Knowhere e trabalha em extrema colaboração com a nova equipe. Depois de um confronto com a Igreja Universal da Verdade, a equipe encontrou um homem semi-amnésico que se identificado como Vance Astro/Major Victory dos "Guardiões da Galáxia" originais. A declaração de Astro inspirou a equipe ainda sem nome a adotar o nome Guardiões da Galáxia. Em um ponto Mantis instrui telepaticamente o Senhor das Estrelas a aceitá-la na equipe. Ela se junta ao grupo e mais tarde o Senhor das Estrelas deixa a equipe.
Rocket Raccoon decidiu continuar a missão do Senhor das Estrelas e começou uma busca para recrutar novos membros. Ele pediu para Bug se juntar à equipe, e foi nessa época que  Groot se uniu também.
O Senhor das Estrelas havia sido transportado para a Zona Negativa por Ronan, o Acusador por suas ações durante a invasão Phalanx que queria o domínio do Império Kree. Lá, ele se viu no meio da luta do rei Blastaar que queria o domínio da "Prisão 42" e usar seu portal intergalático para invadir a Terra. O Senhor das Estrelas se alia a Jack Flag para defender a Prisão e contata outros Guardiões para ajudá-los no resgate. Nova e Rocket atendem o pedido e trazem os dois de volta com sucesso.
Enquanto isso, Drax e Phylla-Vell começaram a procurar por "Cammi", mas em sua busca, eles conversam com um vidente que lhes disse sobre uma guerra que se aproximava. Phylla, então consegue ressuscitar a Serpente da Lua dos mortos, mas perde seus poderes cósmicos no processo. A consequência para Phyla era que agora ela seria o novo avatar da morte. Eles voltaram para Knowhere e não deram continuidade na busca por Cammi.

### Guerra dos Reis
Warlock e Gamora voltam e informam a equipe sobre a Guerra dos Reis.
Eles se separam em três equipes, uma vai para o planeta dos Kree, a outra para o planeta dos Shi'ar, e a última fica em Knowhere para coordená-las. A equipe Kree é ouvida por Raio Negro e os Inumanos, mas seu pedido de paz é negado. A equipe Shi'ar é atacada por Vulcan e a Guarda Imperial, levando-os a se aliar aos "Piratas Siderais".
Senhor das Estrelas, Mantis, Bug, Jack Flag e Cosmo são transportados para o século XXXI pelos Guardiões daquela época, que os alertam da criação de uma fenda de energia chamada "A Falha" nos eventos da guerra. Presos no futuro, a equipe do Senhor das Estrelas consegue enviar uma mensagem para Warlock no século XXI. Warlock recebe a mensagem mas é incapaz de parar a criação da falha, mas consegue contê-la com um feitiço que requer, uma linha do tempo não utilizada e estável. Warlock escolhe esta linha alternativa e desloca "A Falha" que é previamente apagada, fazendo isso ele se transforma no Mago. Senhor das Estrelas e sua equipe, com a ajuda de Kang, o Conquistador, são enviados de volta para a sua linha do tempo original. Para escapar, Magus forja a morte de si mesmo e de Mantis, Cosmo, Major Victory, Mártir e Gamora.
Mártir escapa com a ajuda de Maelstrom, e permite que Mantis chame telepaticamente os outros Guardiões para ajudá-los. Quando eles chegam para o resgate, Phyla-Vell é enganada por Maelstrom e ela liberta Thanos. Thanos mata Mártir, mas é capturado pelos Guardiões e levado de volta para Knowhere como prisioneiro.

### A Imperativa Thanos
Quando o universo foi invadido pelo universo alternativo Cancerverse, do outro lado da falha, os Guardiões levam Thanos ao Cancerverse numa tentativa de acabar com a guerra o mais breve possível. Ao longo do caminho, Drax ataca Thanos, mas o Titã o mata. Na última missão eles têm sucesso e acabam com a guerra, mas Thanos fica furioso e promete matar todos. Junto com Nova, o Senhor das Estrelas permanece no Cancerverse para evitar um colapso ante da fuga dos outros Guardiões. Ele se sacrifica e os outros Guardiões escapam.
Após a morte do Senhor das Estrelas, os Guardiões se debandam. Ainda acreditando em sua causa, Cosmo recruta outra equipe sob o nome de "Destruidores". Rocket Raccoon e Groot mais tarde se unem e decidem continuar o legado Do Guardião, após a dupla evitar um incidente no planeta natal de Rocket, Halfworld.
A nova equipe aparece mais tarde na Terra para ajudar Os Vingadores contra Thanos.

### Marvel NOW!
Após o pai do Senhor das Estrelas visitá-lo em um bar para lhe dizer que é proibido por quaisquer espécies exóticas, visitar a Terra, o Homem de Ferro é atacado pelos Badoon que vieram para atacar a Terra. Os Guardiões e seu mais novo membro, Homem de Ferro destroem a nave alienígena; no entanto, Londres ainda estava sob ataque. Os Guardiões então vão a Londres e acabam com a horda dos Badoon. Vindo a Terra eles sabiam que iriam violar a regra "A Terra está fora dos limites". Sob as regras dessa lei, eles deveriam ser colocados sob custódia pelo rei de Spartax. Os Guardiões conseguem escapar com a ajuda de Groot, que havia recentemente "brotado" depois de ter sido destruído pela explosão da nave dos Badoon. A nova equipe inclui Senhor das Estrelas, Gamora, Drax, o Destruidor, Groot, Rocket Raccoon e Tony Stark.
Depois da Era de Ultron, se juntam aos Guardiões, Capitã Marvel e Agente Venom.

## Membros originais e atuais

### Membros Originais
Este são os membros originais (Terra-691), dos Guardiões da  Galáxia:
- Major Vance Astro
- Charlie-27
- Yondu Udonta
- Martinex
- Starhawk
- Nikki
- Aleta Ogord
- Senhor do Fogo
- Replica
- Talon
- Yellowjacket
- Krugarr
- Mainframe

### Membros atuais
Estes são os membros principais  dos Guardiões da Galáxia no atual Universo Marvel:
- Senhor das Estrelas
- Gamora
- Drax o Destruidor
- Groot
- Rocket Raccoon
- Mantis
- Adam Warlock
- Quasar
- Major Victory
- Bug Bug
- Jack Flag
- Cosmo
- Serpente da Lua
- Homem de Ferro
- Angela
- Agente Venom
- Capitã Marvel
- Nova
- Coisa
- Kitty Pride

## Formações

### Original
- Vance Astro (Terra)
- Martinex (Plutão)
- Charlie-27 (Júpiter)
- Yondu (Centauri IV)

## Em outras Mídias

### Televisão
- Os Guardiões da Galáxia são mencionados por Dark Surfer no episódio "When Strikes the Surfer" da série animada, Esquadrão de Heróis.
- Os Guardiões da Galáxia aparecem no episódio "Michael Korvac" da série animada, The Avengers: Earth's Mightiest Heroes. Nesta adaptação, a equipe é composta por Star-Lord, Adam Warlock, Quasar, Groot e Rocket Raccoon. Eles chegam à Terra onde perseguem Korvac. Eles lutam contra os Vingadores, que acham que Korvac é uma vítima perseguida, e depois se juntam a eles para derrotá-lo.
- Na série Ultimate Spider-Man, eles aparecem em um episódio focado especialmente entre os Guardiões da Galáxia e o Homem Aranha. No episódio Rocket Raccoon aparece inicialmente para recrutar Nova que precisa de ajuda para salvar os outros Guardiões (StarLord, Gamora, Drax e Groot), e derrotar Korvac que tem planos para destruir a Terra.
- Os Guardiões da Galáxia aparecem no episódio "Guardians and Space Knights" de Avengers Assemble. A equipe é composta por Star-Lord, Gamora, Drax, o Destruidor e Groot. Seus primeiros designs e dubladores foram baseados em sua aparição em Ultimate Spider-Man (que 8 se baseava mais nas história em quadrinhos), enquanto sua aparição posterior mudou seus designs e dublagem para refletir sua próxima série animada (que se baseava mais no filme).
- Os Guardiões da Galáxia aparecem nos episódios "It's a Wonderful Smash" e "Planet Monster" Pt. 2 de Hulk e os Agentes da S.M.A.S.H..
- Os Guardiões da Galáxia aparecem em seu episódio auto-intitulado de Marvel Disk Wars: The Avengers.
- Uma série animada dos Guardiões da Galáxia baseada no filme de 2014, foi lançada em setembro de 2015.
- Os Guardiões da Galáxia apareceram na  série Spider-Man em um crossover de duas partes.
- Os Guardiões da Galáxia aparecem em seu próprio curta Lego Marvel Super Heroes -  Guardians of the Galaxy: The Thanos Threat.[6]

### Filmes

Capa de Guardians of the Galaxy Infinite Comic – Dangerous Prey.

Um filme live-action baseado nos personagens foi lançado em 1° de agosto de 2014. Foi dirigido por James Gunn, e estrelado por Chris Pratt como Star-Lord, Zoe Saldana como Gamora, Dave Bautista como Drax o Destruidor, Bradley Cooper como a voz de Rocket Raccoon e Vin Diesel como a voz de Groot. O filme também apresenta Josh Brolin como o vilão Thanos.
- Uma sequência, Guardiões da Galáxia Vol. 2, foi lançada de lançamento marcada para 5 de maio de 2017. A equipe se expande com as adições de Yondu Udonta, Nebulosa e Mantis; respectivamente interpretados por Michael Rooker, Karen Gillan, e Pom Klementieff. Embora Yondu e Nebulosa tenham aparecido no primeiro filme como antagonistas menores, eles se juntam à equipe de heróis em sua luta contra os vilões do filme.

Vários membros do grupo original Guardians são apresentados no filme, incluindo Michael Rooker como Yondu Udonta, Sylvester Stallone como Stakar Ogord, Michael Rosenbaum como Martinex T'Naga, Ving Rhames como Charlie-27, Michelle Yeoh como Aleta Ogord, Krugarr e Miley Cyrus não creditada como a voz do Mainframe. Eles são revelados como um grupo interestelar de ladrões, contrabandistas e piratas conhecidos como Ravagers. Os Ravagers são divididos em grupos que seguem um forte código de ética e trabalho. Yondu quebrou o código transportando as crianças para o Ego, o Planeta Vivo, inconsciente de sua intenção maligna. Ao saber da verdade, ele salvou Peter Quill do mesmo destino. No entanto, suas ações resultaram em Stakar exilar a facção de Yondu do resto dos Ravagers. No clímax do filme, Yondu sacrifica-se para salvar Quill, ganhando o respeito do resto dos Ravagers e convencendo-os para voltar a juntar e formar seu próprio grupo. 
- A equipe aparece em Avengers: Infinity War, na qual eles ajudam Thor e os Vingadores a enfrentar Thanos em sua tentativa de coletar todas as Joias do Infinito para usar a Manopla do Infinito para matar metade de todos os seres vivos do mundo. universo. Thanos consegue coletar todos os Stones, assassinando Gamora no processo, e quando ele se desintegra metade de toda a vida no universo com um estalo de dedos (um ato conhecido como Infinity Snap), Senhor das Estrelas, Drax, Mantis e Groot está entre suas vítimas, com apenas Rocket e Nebulosa poupados.
- Em Avengers: Endgame, depois que Thanos destrói as joias e é executado por Thor, Rocket e Nebula, os Vingadores viajam de volta no tempo para recuperar as Infinity Stones do passado, a fim de reverter o Infinity Snap. Eles são bem-sucedidos, mas o Thanos de 2014 percebe a presença dessa outra nebulosa e a capturou, enviando a nebulosa de 2014 para o presente no lugar da antiga. Os Vingadores conseguiram reverter o Infinity Snap, trazendo as vítimas de Thanos de volta à vida, mas a Nebulosa de 2014 convoca Thanos até o presente, onde ele destrói a sede dos Vingadores para adquirir os Stones para matar o universo inteiro. Nebulosa convence com sucesso a Gamora de 2014 a se juntar a ela na oposição a Thanos e mata sua contraparte em 2014, embora Gamora de 2014 não tenha nenhuma conexão emocional com Quill. As forças combinadas dos Vingadores, os Guardiões e todos os seus aliados conseguem repelir suas forças e matar Thanos de uma vez por todas. Depois, Thor se junta aos Guardiões, dizendo que eles agora são os "Asgardianos da Galáxia", e brinca com o Senhor das Estrelas sobre o comando da equipe.
- Os Guardiões da Galáxia também fizeram uma participação no filme Thor: Love and Thunder
- O terceiro filme, intitulado Guardians of the Galaxy Vol. 3, será lancado em 5 de maio de 2023.[7]